# Ваља луј Маш (Арђеш)
Ваља луј Маш (рум. Valea lui Maș) насеље је у Румунији у округу Арђеш у општини Мушатешти. Oпштина се налази на надморској висини од 522 m.

## Становништво
Према подацима из 2002. године у насељу је живело 117 становника, од којих су сви румунске националности.